# Židovići
Židovići (cyr. Жидовићи) – wieś w Czarnogórze, w gminie Pljevlja. W 2011 roku liczyła 698 mieszkańców.